# 대속죄일
대속죄일(大贖罪日)은 속죄일이라고도 불리며 히브리력 7월 10일에 기념하는 유대인들의 명절이다. 가을절기에 해당하며, 모든 죄를 용서받고 속함받는다는 의미를 지니고 있다. 유대교에서는 욤 키푸르라고 불리며, 1년 중 가장 크고 엄숙한 명절이다. 성경에서는 레위기 16장, 23장에 대속죄일을 기념하라고 기록되어 있으며, 1년 중 가장 큰 절기다 보니 속죄일 앞에 “큰 대(大)"를 붙여서 대속죄일이라고 부른다.

## 유래
대속죄일의 유래는 구약 모세 시대에 시작된다. 모세가 십계명을 가지고 내려왔으나 이스라엘 백성들은 금송아지를 숭배하여 하나님과 모세의 진노를 사고 크게 죽임을 당한다. 이후 다시 마음을 새롭게 잡고 모세는 두 번째 시내산에 올라가 40일을 금식한 후 십계명을 받아서 가지고 내려오는데 그 날이 바로 히브리력 7월 10일 대속죄일이다. 하나님이 십계명을 우상을 숭배한 이스라엘 백성들에게 다시 허락해줬다는 것은 이스라엘의 죄를 용서한다는 것을 의미한다. 이와 같은 유래 속에 이스라엘 백성들은 해마다 히브리력 7월 10일을 당하게 되면 통회하고 속죄를 구하는 의식 속에 대속죄일을 지켰다.

## 나팔절과 대속죄일
대속죄일은 이스라엘의 모든 죄가 완전히 사해지는 날이다. 따라서 그만큼 중요성과 의미가 크며, 성경은 이 날을 그냥 형식적으로 7월 10일에 당하여 기념하라고 기록되어 있지 않다. 이미 대속죄일 열흘 전인 히브리력 7월 1일 나팔절에 나팔을 크게 불어 회개를 촉구하고 대속죄일을 경건하게 준비하라고 나팔절이라는 절기가 제정되어 있다. 나팔절의 의미는 대속죄일의 준비 그 자체다. 성경 어디서도 하나의 절기를 경건하게 준비하기 위해 준비성으로 제정된 절기는 나팔절 외에는 없다. 그만큼 대속죄일이 매우 중요한 날이며, 엄숙하게 속죄하는 마음으로 나팔절로부터 10일간 단장품 등을 제하면서 경건히 준비하여 대속죄일을 기념하였다.

## 구약 대속죄일의 의식
구약시대 대속죄일의 가장 큰 특징은 1년 중 유일하게 이 날에만 지성소에 들어갈 수 있는 문이 열린다는 것이다. 성소는 크게 성소와 지성소로 구분되는데 평시 규례나 절기 때는 성소까지 들어갈 수 있어도 지성소는 대속죄일 이외에는 결코 들어갈 수 없다. 지성소에서는 대제사장이 자신들의 죄를 위한 황소의 피와 백성들의 죄를 위한 염소의 피를 가지고 들어간다. 따라서 평시에는 백성들과 제사장들의 죄를 성소가 임시로 맡고 있다 대속죄일에 대제사장이 지성소에 들어가 의식을 치러야만 백성과 제사장들의 모든 죄가 사함을 얻을 수 있었다. 이 죄는 이후 아사셀로 제비 뽑은 염소에게 안수한 후 아사셀 수염소를 무인지경 광야에 풀어놓게 되는데 아사셀 수염소는 이스라엘의 모든 죄를 짊어지고 광야를 배회하다 죽게 되어 이스라엘의 모든 죄는 소멸하게 된다.

## 신약의 대속죄일
신약에는 대속죄일, 혹은 속죄일이라는 명칭이 직접적으로 성경에 기록되어 있지는 않다. 그러나 성경의 7개 절기는 3차로 조직되어 각각 무교절과 칠칠절과 초막절인 3개의 절기로 대표된다. 누가복음 22장에는 "유월절이라 하는 무교절이 다가온다", "유월절 양을 잡을 무교절일이 이른다"라는 기록이 있다. 즉 무교절 안에 유월절 절기도 포함되는 것으로 무교절을 지켰다는 기록은 유월절을 지켰다는 것을 내포한다. 대속죄일은 3차의 절기 중 초막절에 해당한다. 따라서 요한복음 7장에 예수가 초막절을 지켰다는 기록은 초막절에 해당되어 있는 나팔절과 대속죄일도 지켰다는 것을 의미한다. 신약은 회개 속에 신령과 진정으로 예배를 드린다. 구약 대속죄일의 의식은 신약에 성소의 실체되는 그리스도가 평시에 성도들의 죄를 대신 짊어지고 있다가 대속죄일에 죄의 근원인 아사셀 수염소의 실체인 사탄에게 넘겨 모든 죄가 완전히 사해지는 원리로써 성취된다.

## 같이 보기
- 나팔절
- 초막절
- 성경의 절기
- 회개